# Gasilec
Gasilec je psihofizično sposoben in ustrezno izurjen človek, katerega naloga je gasiti požare in pomagati ob naravnih in drugih nesrečah.
Gasilci se v Sloveniji delijo na prostovoljne in poklicne. Naloga obojih je požarna zaščita in reševanje. Slovenski prostovoljni gasilci so združeni pod okriljem Gasilske zveze Slovenije, poklicni gasilci pa v Združenje slovenskih poklicnih gasilcev.

## Prostovoljni gasilci
Prostovoljni gasilci so organizirani kot prostovoljna gasilska društva (PGD) in  prostovoljna industrijska gasilna društva (PIGD), ki so namenjena predvsem gašenju v tovarnah in drugih industrijskih objektih, kjer obstaja velika nevarnost požarov in drugih nesreč (npr. naftna industrija, kemijska industrija, itd). Prostovoljna gasilska društva se združujejo v gasilske zveze ( na nivoju ene ali več občin), gasilske zveze pa v t. i. regijske svete.
V prostovoljnih društvih se vzgaja tudi mladino. Od 7 do 11 let so pionirji, od 11 do 16 let so mladinci in od 16 do 18 let so pripravniki. Po novem zakonu o gasilstvu lahko z dopolnjenim 16. letom starosti mladinci opravijo osnovni tečaj in tako postanejo gasilski pripravniki. Pripravniki lahko tudi sodelujejo v intervencijah, ampak le v spremstvu mentorja, ki mu ga določi njegova gasilska enota. Veterani so člani, ki jih štejejo več kot 55 let (ženske) oz. 63 let (moški), ki ne opravljajo več operativnega dela, temveč izvajajo le še naloge na organitzacijskem, preventivnem in vzgojnem področju.
Izobraževanje gasilcev poteka na nivoju gasilskih društev (izobraževanje podmladka, osnovni tečaj za gasilca), gasilskih zvez in Gasilske zveze Slovenije. Osrednji center je Izobraževalni center za zaščito in reševanje (ICZR) na Igu, s podenotama v Pekrah in Sežani, v katerih se šolajo tako prostovoljni, kot poklicni gasilci.
Članov prostovoljskih gasilskih društev je okoli 123.000, od tega je aktivnih gasilcev okoli 60.000 (vseh članov prostovoljnega gasilstva 133.000) . Poklicnih gasilcev je okoli 860 .
V Sloveniji je v primerjavi z drugimi deželami prostovoljno gasilstvo zelo razvito . Prostovoljna gasilska društva so na podeželju dostikrat hrbtenica družabnega življenja in sosedske pomoči.

## Cilji gasilstva
Cilji gasilstva so ( po prioriteti ) znanja oz. sposobnosti potrebne za varno delo redno prakticirane med vajami in izobraževanjem skozi celotno kariero gasilca.
V združenih državah, standard organizacij je asociacija narodne zaščite pred ognjem. Pogosto se začetne gasilske veščine učijo lokalno, regionalno ali od državno odobrene gasilske akademije. Odvisno od zahtev oddelka, se dodatna znanja in certifikati kot na primer tehnično reševanje in Para-medicina lahko poučujejo ob tem času.
Gasilci tesno sodelujejo z drugimi agencijami za ukrepanje ob nesrečah, najbolj pogosto s policijskimi postajami. Ker je vsaka scena požara tudi tehnično zločin dokler ni dokazano nasprotno (odvisno od lokacije) od gasilskega kapitana ali policijskega oddelka ali kvalificiranega raziskovalca, velikokrat pride do prekrivanja odgovornosti med odzivnimi gasilci in policiji kot so dokazi in zaščita scene, prvi ogled pozvanih in skupin dokazov. Povečana Vloga gasilcev pri zagotavljanju nujne medicinske pomoči, pripelje gasilce do tega da prekrivajo delo policistov. En primer tega je da se vse strelne rane prijavijo organom pregona.
Gasilstvo ima nekaj osnovnih spretnosti:  preprečevanje, samozaščita, reševanje, zaščita oz ohranjanje posestvi, in kontrola ognja. Gasilstvo je nato še razdeljeno na veščine ki so, gašenje, ventilacija, reševanje in obnovo. Gašenje gozdnih oz divjih požarov in zadrževanje požarov in čiščenje. Iskanje in Reševanje, Izvede se na začetku vsakega požarnega scenarija, in velikokrat z gašenjem in ventilacijo.

## Preprečevanje
Protipožarni sistemi za dušenje imajo dokazan nadzor nad požari kot tudi gašenje. Veliko požarnih urednikov priporočajo da ima vsaka stavba tudi stanovanja, da imajo brizgalni sistem.
Pravilno delujoče brizgalke v prebivališčih močno zmanjšajo možnost smrti zaradi požara. Stanovanje z majhnimi sobami, značilnimi za prebivališča lahko ena ali dve brizgalki pokrijeta večino sob.
Poleg tega je naloga gasilcev tudi redni pregled zgradb, da se zagotovi, da so stavbe pod opžarnimi kodami, ki uveljavjalo, tako da stavba preprečuje širjenje požara, kje se nahajajo potencialne nevarnosti ter, da je zagotovljena varna evakuacija.
Druge metode preprečevanja požarov so tudi usmerjanje pozornosti na znane nevarne pogoje in s preprečevanjem nevarnih dejanjih preden se zgodi tragedija. To običajno poteka na več inovativnih načinov kot so varnostne brošure, zagotavljanje novic, pisanje objav o javni varnosti ali vzpostavitev pomebnih zaslonov v dobro obiskanih območjih. Zagotovilo da ima vsako gospodinjstvo delujoči požarni oz. dimni alarm, so izučeni v ustrezni požarni varnosti, ima evakuacijsko pot ter točko za srečanje, to so glavne naloge za večino skupin gasilcev v krajih.